# Akromegali
|  | Wiktionary har en ordboksartikel om akromegali. |

Akromegali är en endokrin sjukdom vilken yttrar sig i en onormal kroppslig tillväxt och beror på för hög insöndring (hypersekretion) av tillväxthormon i blodet. Hos barn yttrar den sig i gigantism (jätteväxt) och hos vuxna framförallt tillväxt av brosk och ben i ansikte, händer och fötter. Akromegali skiljs undantagsvis från akromegaloidism eller akromegaloid konstitution vilket är ett utseende som liknar det som kännetecknar akromegali.
Akromegali i vuxen ålder kan orsakas av en benign tumör i hypofysen, ett så kallat hypofysadenom eller en ektopisk tumör.  Tillväxthormonproducerande tumörer hos barn som fortfarande växer, leder till jätteväxt (gigantism). Detta är dock mycket sällsynt. Dopning med tillväxthormon kan orsaka akromegali-liknande tillstånd.

## Orsaker

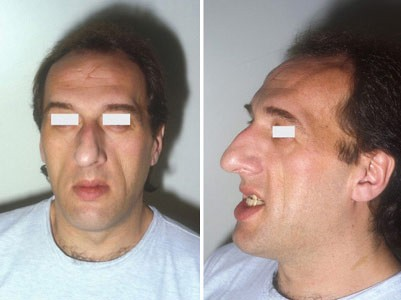
Underkäken kan börja växa och ge både underbett och glest mellan tänderna.

Akromegali beror på att hypofysen producerar för mycket tillväxthormon. Tillväxthormon stimulerar levern att tillverka ett annat hormon, IGF-1. Den vanligaste orsaken till att hypofysen börjar tillverka för mycket tillväxthormon är en godartad hjärntumör i hypofysen, ett så kallat adenom, vilket tillverkar mer hormon än hypofysen skulle ha gjort annars. Tillväxthormon kan emellertid också tillverkas av tumörer i andra delar av kroppen och leda till akromegali eller börja överproduceras för att en tumör tillverkar tillväxthormonfrisättande hormon (GHRH). I cirka 99 av 100 fall uppstår akromegali till följd av adenom i hypofysen.
Adenom i hypofysen kan vara ärftliga, varmed akromegali kan uppkomma i kombination med, eller i samma släkt som, gigantism; medan akromegali uppkommer i vuxen ålder uppkommer gigantism innan personen slutat växa. Cirka 5 % av alla adenom är ärftliga. Av dessa finns flera varianter, bl.a. adenom som ger akromegali och adenom som ger både akromegali och hyperprolaktinemi. En adenomvariant som ger akromegali har kunnat spåras till genen arenreceptorinteragerande protein (Aryl hydrocarbon receptor Interacting Protein) men endast cirka 30 % av dem med genen utvecklar sjukdomen.
Varken orsaker till de adenom som saknar känd koppling till ärftlighet eller några riskfaktorer är kända.
Tillväxthormon används illegalt som dopning inom idrott på grund av dess anabola effekter under kortvarigt bruk. Även om långvarig sådan dopning kan ge samma symtom som akromegali, används dock termen som regel för tillstånd som uppkommer av patologiska tillstånd.

## Symtom

### Direkta symtom av tumören
Tumören kan orsaka huvudvärk och synbortfall. Stora adenom (makroadenom) kan ge tunnelseende, suddig syn och minskat färgseende.
Om tumören trycker på hypofysen, kan personen drabbas av hypofysinsufficiens (bristande funktion i hypofysen). Detta ger olika symtom beroende på vilket annat hypofyshormon som drabbas.

### Symtom hos barn
Hos barn visar sig akromegali genom att de drabbade är mycket längre än sina jämnåriga och har större händer och fötter, och liksom hos vuxna blir ansiktsdragen grövre. Käken blir större och kraftigare, och därför har ofta barn med akromegali glest mellan flera tänder.

### Förändringar i utseendet
Symtomen på akromegali i vuxen ålder uppkommer sent efter utbrottet. I vuxen ålder märks akromegali genom att brosket i näsa, ögonbrynsbåge, underkäke, haka eller öron börjar växa, så att de blir större eller ändrar form. Avståndet mellan tänderna kan öka. Detta ger ett för akromegali karaktäristiskt utseende. En person med akromegali har vanligen underbett med stor, utskjutande haka och kraftigt käkben, tillplattad och liten överkäke, utstående ögonbrynsben, och stor, bakåtlutande panna. Detta ändrar proportionerna i ansiktet. Också näsan, ögonlocken och underläppen drabbas av tillväxt. Naglarna blir hårdare och tjockare. Huden blir grövre, får större porer, och får hudflikar.  Ett fåtal personer får en pigmentförändring i huden som kallas acanthosis nigricans.
Tillväxthormonet kan också få ledbrosket i händer och fötter att växa. Fingrarna och tårna kan bli bredare, vilket i synnerhet gäller den yttersta falangen och vilket kan göra så att avståndet mellan fingrar eller tår blir större. Också fötterna kan bli större.
Tillväxthormon är ett anabolt hormon, varför förhöjda nivåer ger ökad muskelmassa, mindre vätskeansamling, och lipolys. Detta bidrar ytterligare till det fysiska uttrycket av sjukdomen, eftersom det till exempel ger mindre fett på kinderna och grova fåror i huden. Tillväxthormon används som doping, men akromegali och annan långvarig exponering för förhöjda nivåer ger mindre muskelstyrka, trots ökad muskelmassa. Också den fysiska uthålligheten och konditionen minskar. I praktiskt taget alla organsystem är proteinerna remodellerade, och histologiska studier har visat att den ökade muskelmassan till trots så uppvisar muskler en myopatisk utveckling av både hypertrofi och atrofi.
Somliga med akromegali drabbas av allvarlig fetma.

### Organomegali och följdsjukdomar
Vid akromegali oavsett ålder förekommer också organomegali, såsom  förstoringar av hjärtat (och medföljande kardiomyopati), mjälte, lever, njurar, sköldkörtel, prostata och bröst, liksom tungan och läpparna – även stämbanden, vilket resulterar i en karaktäristisk bred, djup röst och saktare tal, och risk för sömnapné. Akut dyspné (andningssvårigheter) kan bero på akromegali. Akromegalin kan drabba hjärntillväxten och orsaka Sotos syndrom, cerebral gigantism. Det finns risk för polyper i tarmen. Risken för högt blodtryck och typ 2-diabetes ökar. Svårartad svettning (hyperhidros)  är mycket vanligt.
Till följd av tillväxten av ledbrosket får personerna ofta smärtor. Artropati (ledsjukdomar) är vanligt, och brukar vid akromegali drabba flera leder samtidigt. Vid akromegali brukar artropatierna börja med förstoring (hypertrofi) av leder, för att utmynna i degeneration av brosk och senare artros.
Värdena på kvinnors östrogennivåer sjunker med tillhörande hyperandrogenism, vilket kan ge hirsutism och menstruationsstörningar. På grund av att tillväxthormon och prolaktin samverkar, kan hyperprolaktinemi uppkomma med galaktorré som symtom. Hypofysinsufficiens leder till mindre mängd könshormoner, vilket kan orsaka testosteronbrist hos män, och hypogonadotropism hos båda könen, och fertiliteten kan upphöra.
Ämnesomsättningen och kroppstemperaturen stiger, vilket påminner om symtomen vid giftstruma. Vid hypofysinsufficiens kan personen dock få hypotyroidism.

### Psykisk påverkan
Liksom med många andra endokrina sjukdomar, finns en förhöjd incidens psykiska störningar. Vid akromegali finns framför allt en psykisk symtombild av affektiva störningar med ett för sjukdomen karaktariskt mönster. Det finns en tendens till maladaptiva personlighetsdrag och psykopatologi som kvarstår även efter behandling. Det finns sporadiska fall av psykoser.
En italiensk studie har visat att vuxna med akromegali kan få kognitiva problem och beteendeförändringar, såsom minskad initiativförmåga, mindre spontanitet, och humörsvängningar. Det finns studier som tyder på minnesstörningar och lokal minskad cerebral nervaktivitet vid akromegali. Tillväxthormonets påverkan på centrala nervsystemet kan dock vara könsbunden. Hos båda könen minskar libidot.

### Akromegali hos kvinnor
Akromegali förekommer ibland hos kvinnor med polycystiskt ovariesyndrom och andra former av sänkta gonadotropinnivåer (hypogonadotropism), hypoöstrogenism eller hyperprolaktinemi. Detta tyder på att den ökade utsöndringen av tillväxthormon kan ha samma etiologi som polycystiskt ovariesyndrom. 50–80 % av alla kvinnor med akromegali har menstruationsstörningar. Genomsnittsåldern för utbrott av akromegali hos kvinnor är 44 år.
De förhöjda nivåerna prolaktin kan orsaka utsöndring av bröstmjölk hos icke ammande kvinnor (galaktorré) och förstorade bröst (gigantomasti). Dock kan tillväxthormonet också göra bröstmassan mindre. Mammografi kan visa förhöjd densitet i brösten. Detta brukar uppfattas som förhöjd risk för bröstcancer. En kontroversiell fråga är huruvida akromegali också innebär förhöjd sådan risk. Godartde tumörer som myom, cystor, och ganglion, är vanligare vid akromegali.

### Komplikationer
Det är viktigt att man behandlar akromegali eftersom kroppen annars kan ta skada. Det finns en ökad dödlighet i hjärt- och kärlsjukdomar, cerebrovaskulära sjukdomar, och lungsjukdomar. Tillväxthormon och IGF-1 verkar i tumörer, och akromegali ger följaktligen en förhöjd cancerrisk. I en metaanalys från 2018 sågs en något högre cancerrisk.
Kirurgiskt avlägsnande av tumören som orsakar akromegalin, kan resultera i håravfall. Håravfallet blir värre om operationen leder till tillväxthormonbrist, om personen är kvinna, och ju mer framgångsrik behandlingen varit. Håravfallet tenderar att bli permanent för män och för personer som tappat mycket hår.

## Förlopp och prevalens
Symptomen kommer ofta långsamt under loppet av 10–20 år. Hur snabbt akromegalin blir påtaglig beror på hur allvarlig sjukdomen är, det vill säga hur snabbt tumören växer eller hur mycket hormon som bildas.
De flesta drabbade är 30–50 år. Drabbade är lika ofta män som kvinnor. För varje miljon personer går det 50–70 fall med akromegali. Varje år upptäcks cirka 3–4 nya fall per miljoner invånare.

## Diagnos
Den viktigaste utredningen består av läkarundersökning med fysisk undersökning, ögonundersökning (synfält), 
magnetkameraundersökning (MRT) av hypofys samt blodprovstagningar.
Det viktigaste blodprovet för att diagnostisera akromegali är att mäta nivån av det insulinliknande hormonet IGF-1 (insulin-like growth factor 1). IGF-1 avspeglar kroppens dygnsproduktion av tillväxthormon. Kvoten mellan GH (tillväxthormonet) och IGF kan dock påverkas av olika faktorer, och akromegali kan uppstå utan stegring av IGF. Kvoten är könsspecifik.
Kvinnor har normalt tre gånger högre nivåer tillväxthormon än män, men ungefär samma IGF-1-nivåer. Mängden är också beroende av eventuell östrogenbehandling. Därför gäller att blodnivåer av tillväxthormon och IGF-1 vid akromegali skiljer sig mellan könen. Kvinnor har viss resistens mot tillväxthormon. En person med akromegaloid konstitution har normala värden tillväxthormon och IGF-1.
Vidare kan akromegali diagnosticeras genom att studera tillväxthormonets reaktion på glukos, genom att låta personen dricka en glukosrik dryck. Hos friska individer sänker glukos tillväxthormonet, men hos persoenr med akromegali förblir tillväxthormonnivåerna höga.
Differentialdiagnoser, när fysiken talar för akromegali men utan förefintlig ökning av tillväxthormon eller IGF-1, talar för pseudo-akromegali. Pseudo-akromegali uppkommer oftast som läkemedelsbiverkning eller vid insulinresistens.

## Behandling
Behandlingen utförs i samarbete mellan läkare inom olika specialiteter, till exempel endokrinologi, öron, näsa och hals och neurokirurgi. Akromegali kan behandlas med läkemedel, strålbehandling eller operation.
Vid läkemedelsbehandling utnyttjas syntetiska somatostatiner som hämmar utsöndringen av tillväxthormon från hypofysen. Tillståndet kan också behandlas med dopaminagonister, trots att dopamin hos friska individer stimulerar till GH-utsöndring. Dopaminagonister tillsätts vid samtidig hyperprolaktinemi. Tamoxifen, selektiva östrogenreceptormodulatorer, och östrogen, har använts som behandling.
Ungefär en femtedel reagerar inte på somatostatinanaloger. Om akromegalin beror på en tumör, kan kirurgi avlägsna den, vilket särskilt får gott utfall om det är ett mikroadenom. Dock föreligger risk för hypofysinsufficiens vid sådan behandling. Strålbehandling används om det inte är lämpligt med operation. Effekten är mycket långsam (kan ta upp till fem år innan det ger resultat).

## Kända personer med akromegali
Kända personer med akromegali är skådespelarna Irwin Keyes, Rondo Hatton och Richard Kiel (som spelade Hajen i två James Bond-filmer) samt den ryske tungviktsboxaren Nikolaj Valujev. Även wrestlern André René Roussimoff, mer känd som André the Giant, led av akromegali.